# Microrégion de Tatuí
 (février 2025).
Si vous disposez d'ouvrages ou d'articles de référence ou si vous connaissez des sites web de qualité traitant du thème abordé ici, merci de compléter l'article en donnant les références utiles à sa vérifiabilité et en les liant à la section « Notes et références ».
La microrégion de Tatuí est l'une des quatre microrégions qui subdivisent la mésorégion d'Itapetininga de l'État de São Paulo au Brésil.
Elle comporte 9 municipalités qui regroupaient 245 794 habitants en 2006 pour une superficie totale de 2 243 km².

## Municipalités[1]
- Boituva
- Cerquilho
- Cesário Lange
- Laranjal Paulista
- Pereiras
- Porangaba
- Quadra
- Tatuí
- Torre de Pedra